# 唐田英里佳
唐田英里佳（日语：唐田えりか，1997年9月19日—），日本女演員，千葉縣出身，所屬經紀公司為FLaMme及BH娛樂。

## 略歷
受到大自己3歲和2歲的兩位姊姊影響，從小時候就開始瀏覽時尚雜誌，對成為時裝模特兒抱有憧憬。2014年春天，她就讀千葉縣的女子高校二年級，於MOTHER牧場打工時被經紀人發掘，決定加入FLaMme。經過發聲練習和演技的專業指導，同年9月出演少女時代的MV《DIVINE（Story ver.）》。
2015年4月，在同經紀公司前輩有村架純主演的電影試映會上，被有村的經紀人稱讚「十分有透明感」並於推特上特地介紹。之後接受《產經體育》的採訪，被該媒體視為是唐田的「藝能界出道」。
2015年7月，出演富士電視台月9《戀仲》第一集，正式以女演員的身分出道。7月14日開設官方網站。同年9月，在許多競爭者中的徵選脫穎而出，成為索尼損害保險的廣告代言人。
2016年4月，從高校畢業後完全投入演藝活動、同年5月上京持續接受演技培訓，目標同時成為演員和模特兒。2016年7月開始，演出東京電視台電視劇《戀聲情人夢》。
2020年1月22日，出演TBS電視台電視劇《請不要在病房裡誦經》期間，被媒體報導與男演員東出昌大有婚外情，個人帳號還因為點讚東出當時妻子杏的發文、上傳許多東出的照片而引起輿論爭議。事發後經紀公司代為宣布停止戲劇演出，原連續劇自第二集起戲份全數遭刪除並退出該劇拍攝。東京電視台未發表的新劇《百字成劇》原第5、6集為唐田主演，婚外情事件曝光後唐田如常拍攝，原內容為唐田飾演自己，亦為婚外情的內容，但因為此事件曝光，電視台研議改播其他內容。事發後，唐田經紀公司發表聲明稿承認與東出昌大發生婚外情，表示「愚蠢、天真與軟弱」並道歉。1月23日，知名雜誌《MORE》將唐田自官網的專屬簽約Model區移除。24日，唐田Instagram帳號關閉。
2021年9月2日，宣布将出演短片《something in the air》，恢复演艺事业。

## 演出

### 電視劇
| 播放日期              | 播放電視台 | 劇名                           | 角色                        |
| --------------------- | ---------- | ------------------------------ | --------------------------- |
| 2015年7月20日         | 富士電視台 | 《戀仲》                       | 白石くるみ（第1集）         |
| 2015年8月14日         | TBS電視台  | 《表參道高校合唱部！》         | Campaign Girl（第5集）      |
| 2016年7月8日-9月30日  | 東京電視台 | 《戀聲情人夢》                 | 綠川玲那                    |
| 2016年10月25日        | 關西電視台 | 《醫療小組達文西女士的診斷》   | 岡野朋美（第3集）           |
| 2016年12月13日        | BS東視     | 《魔術師的妹妹》               |                             |
| 2017年5月29日         | 富士電視台 | 《貴族偵探》                   | 都倉江梨子                  |
| 2017年6月23日-8月4日  | NHK        | 《毛毯貓》                     | 佐伯櫻                      |
| 2018年1月7日-3月11日  | 日本電視台 | 《致命之吻》                   | 青田真凛                    |
| 2018年6月25日-7月23日 | 每日放送   | 《覺悟吧！那邊的女孩》         | 三輪美苑                    |
| 2018年8月12日         | TBS電視台  | 《這個世界的角落》             | 小照（二葉館遊女）（第5集） |
| 2019年5月18日-6月15日 | NHK        | 《數位刺青》                   | 岩井早紀                    |
| 2019年7月7日          | 關西電視台 | 《小夏日和》                   | 小夏                        |
| 2019年7月19日-9月20日 | TBS電視台  | 《凪的新生活》                 | 市川円                      |
| 2019年6月1日-9月22日  | tvN        | 《阿斯達年代記》               | 卡莉卡                      |
| 2020年1月10日         | 東京電視台 | 《騷擾遊戲 秋津vsKATOKU之女 》 | 加納初美                    |
| 2020年1月16日         | TBS電視台  | 《請不要在病房裡誦經》         | （第1集）                   |
| 2020年3月29日         | NHK BS     | 《金魚姫》                     | 亞結                        |
| 2023年9月9日-10月22日 | tvN        | 《阿斯達年代記：阿拉姆恩之劍》 | 卡莉卡                      |
| 2024年11月25日        | 富士電視台 | 《解謊偵探少女》               | （第8集）                   |
| 2025年4月5日          | NHK        | 《地震之後》「UFO飛落釧路」    | 島尾（第1集）               |
| 待播                  |            | 《大長今》                     | 徐長今                      |

### 電影
| 上映日期       | 作品名稱                                 | 角色       |
| -------------- | ---------------------------------------- | ---------- |
| 2018年5月11日  | 《Love×Doc》                             | 上田美咲   |
| 2018年9月1日   | 《睡著也好醒來也罷》                     | 泉谷朝子   |
| 2018年10月12日 | 《覺悟吧！那邊的女孩》                   | 三輪美苑   |
| 2019年2月8日   | 《21世紀的女子》「離ればなれの花々へ」篇 | [ 38 ]     |
| 2019年5月10日  | 《男子啦啦隊！！》                       | 高城さくら |
| 2022年2月5日   | 《血之友》                               | 渡部真紀   |
| 2022年11月26日 | 《流向彼岸》                             | 里美       |
| 2023年3月17日  | 《演屍體的人》                           | 加奈       |
| 2023年6月23日  | 《無情的世界》                           | ユイ       |
| 2023年12月1日  | 《那日清晨真令人感到空虛》               | 飯塚希     |
| 2024年9月6日   | 《夢遊納米比亞沙漠》                     | 遠山ひかり |
| 2025年2月21日  | 《死裡逃生的男人》                       | 森口綾     |
| 2025年4月11日  | 《Page30》                               | 平野琴李   |
| 2025年8月29日  | 《去海邊的路》                           | [ 49 ]     |
| 2025年10月3日  | 《地震之後》                             | 島尾       |
| 2026年2月4日   | 《戀愛裁判》                             | 矢吹早耶   |

### 網路劇
| 播放日期      | 播放平台  | 劇名                     | 角色       |
| ------------- | --------- | ------------------------ | ---------- |
| 2017年2月7日  | C CHANNEL | 《真的好想跟你說喜歡！》 | 瑞希       |
| 2024年9月19日 | Netflix   | 《極惡女王》             | 長與千種   |
| 2025年7月31日 | Netflix   | 《玻璃之心》             | 甲斐彌夜子 |

### 電視節目
- 《沸騰WORD 10（日语：沸騰ワード10）》（2015年12月4日、日本電視台）
- 《已經中午了！（日语：ヒルナンデス!）》「夏の大挑戦!富士山にもう一度登りたい」（2016年8月10日 - 8月17日、日本電視台）[55][56][57]

### 電視廣告
- 索尼損害保險（日语：ソニー損害保険） 汽車保險[58]
  - 「授業参観」篇、「早く知らせたい」篇（2015年9月25日 - ）[11]
  - 「父の口癖」篇（2015年11月10日 - ）[59]
  - 「公園のコーラス」篇（2016年2月18日 - ）[60]
  - 「大講堂」篇、「研究室」篇（2016年7月23日 - ）[61]
  - 「情報番組」篇、「えりかの特集コーナー」篇（2016年12月1日 - ）[62]
- 日本航空 只今JALで移動中「3月の校庭 （页面存档备份，存于）」篇（2017年3月4日 - ）
- LG電子 V30（韓國，2017年9月21日 - ）
- ABC-Mart（日语：ABCマート）「CONVERSE ALL STAR LIGHT」（2018年4月12日 - ）
- Tabio-靴下屋「KUTSUSHITAYA 2018 WINTER」イメージモデル（2018年10月10日 - ）
- 任天堂&Cygames「Dragalia Lost ～失落的龍絆～」
  - 「会議室 （页面存档备份，存于）」篇 - 與大泉洋共演（2018年11月17日）

### 音樂錄影帶
- 少女時代《DIVINE（Story ver.）（日语：THE BEST 〜New Edition〜/THE BEST 〜Standard Edition〜）》（2014年9月29日網路先行配信）[63]
- back number《ハッピーエンド (back numberの曲)（日语：ハッピーエンド (back numberの曲)）》（2016年11月16日）[64]。
- 爆彈Johnny（日语：爆弾ジョニー）《アクセル》（2017年10月28日）
- Naul《기억의 빈자리 （页面存档备份，存于）》 (2017年11月29日)
- GOODWARP（日语：GOODWARP）《Souvenir （页面存档备份，存于）》（2017年12月25日）
- tofubeats（日语：tofubeats）《RIVER》（2018年9月2日）
- Nell《元気でいて》（2018年12月4日）
- KIRINJI（日语：KIRINJI）《Killer Tunes Kills Me》（2019年7月11日）
- BUMP OF CHICKEN《流れ星の正体》（2019年7月15日）
- YOFUKE《愛雨》（2022年11月18日）
- 清竜人（日语：清竜人）《遥か》（2023年10月13日）
- OWA《Look Back》（2024年3月23日）
- ゆっきゅん（日语：ゆっきゅん）《ログアウト・ボーナス》（2024年5月17日）

### 活動
- Girls Award
  - 2017春夏展（2017年5月3日）
  - 2017秋冬展（2017年9月16日）
- 東京女孩展演
  - 2017秋冬展（2017年9月2日）
  - 2018春夏展（2018年3月31日）

## 雜誌
- 《週刊少年Sunday》（2016年42號、小學館）[65]
- 《Mini（日语：Mini (雑誌)）》「プチプラボーイッシュ道」（2016年9月號 - 、寶島社）[66]
- 《MORE（日语：MORE_(雑誌)）》（集英社、2017年8月號 - 2020年1月）專屬模特兒[67]
- 日本カメラ（2021年1月号 - 、日本カメラ社） - 連載「mirror」[68]

## 獎項
- 第42回山路文子電影獎 新人女優賞《睡著也好醒來也罷》[69]

- 第40回 橫濱電影節 最優秀新人賞 《睡著也好醒來也罷》[70]

## 外部連結
- 唐田英里佳的Instagram帳戶
- 官方网站 （日語）
- FLaMme official website | 唐田えりか（页面存档备份，存于） （日語）